# Magellan. Der Mann und seine Tat

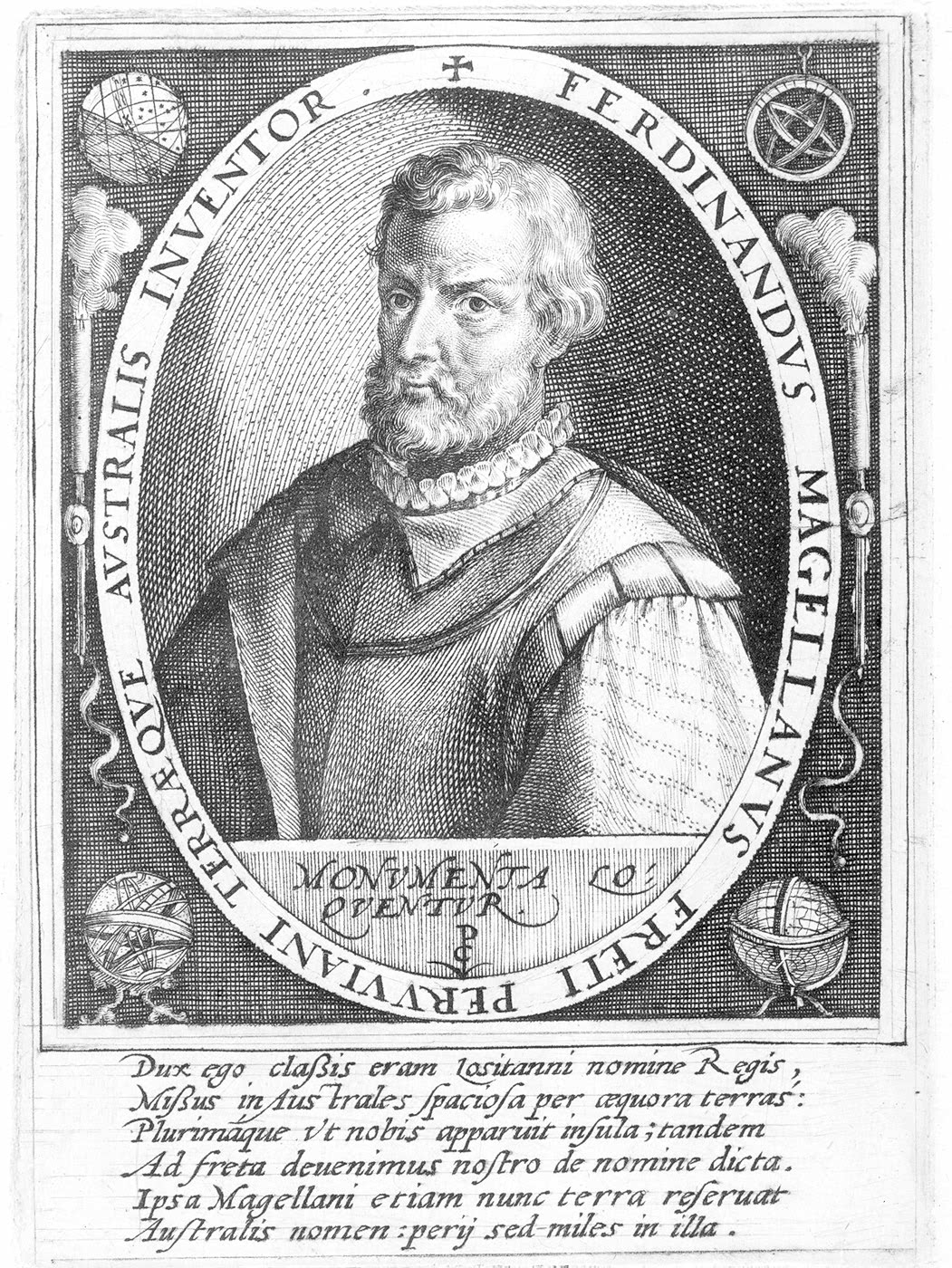
Fiktives Porträt Magellans. Kupferstich von Crispijn de Passe dem Älteren (1598), das in der Erstausgabe von Stefan Zweigs Magellan. Der Mann und seine Tat abgedruckt war. Umschrift: „Ferdinand Magellan, Entdecker der peruanischen Meerenge und des südlichen Landes.“ Unten: „Ich war Anführer einer Flotte im Namen des Lusitanischen Königs, durch das weite Meer zu den südlichen Landen geschickt: Und als es uns am meisten eine Insel schien, gelangten wir dennoch zu den nach unserem Namen benannten Meerengen. Auch das südliche Land selbst bewahrt nun Magellans Namen; aber es gingen Tausend darin zugrunde.“

Magellan. Der Mann und seine Tat ist ein biografischer Roman des österreichischen Schriftstellers Stefan Zweig. Der Roman erzählt das Leben des portugiesischen Ritters und Seefahrers Ferdinand Magellan, der 1519 bis 1521 eine spanische Expedition zu den Molukken befehligte. Ein Schiff dieser Expedition, die Victoria, vollbrachte 1522 die erste historisch belegte Umrundung der Erde. Zweig schrieb Magellan. Der Mann und seine Tat zwischen 1936 und 1937 im britischen Exil. Das Buch erschien 1938 im Verlag von Herbert Reichner in Wien. Es wurde mehrfach neu aufgelegt und in mehr als 30 Sprachen übersetzt.

## Übersicht
Zweig beginnt mit einer Einführung in die Geschichte des Gewürzhandels zwischen Europa und Asien und der Fahrten portugiesischer Schiffe nach Afrika und Indien. Magellan ist einer von mehr als tausend „unbekannten Soldaten“, die 1505 unter Francisco de Almeida nach Indien in See stechen. Als er nach acht Jahren Militärdienst nach Portugal zurückkehrt, ist er „alles zugleich, Kriegsmann, Seemann, Kaufmann, Kenner der Menschen, der Länder, des Meeres und der Gestirne“. Heimgekehrt erhält Magellan Briefe von einem Freund, Francisco Serrão, der sich auf den Molukken niedergelassen hat. Serrão enthüllt Magellan den Reichtum und die genaue Lage der „märchenhaften Gewürzinseln“, die am östlichsten Rand der Welt liegen, so weit im Osten, dass man sie von Europa aus womöglich leichter erreicht, indem man nach Westen segelt. Das Märchenland des Orients auf westlicher statt östlicher Route zu erreichen, wird nun Magellans „Lebensidee“. Dafür muss er aber erst den vielgesuchten „paso“ finden, „die mythische Meeresstraße“, die geheimen Karten zufolge vom Atlantischen in den Pazifischen Ozean führen soll.
Nach der Ablehnung seines Projekts durch den portugiesischen König Manuel I. wendet er sich an den spanischen König Karl I. und gewinnt seine Unterstützung: Der spanische Hof braucht für seine Kriege Geld und finanziert deshalb die Expedition. Einerseits wurden im Europa jener Zeit Gewürze, vor allem Muskat, Zimt, Gewürznelken, fast mit Gold aufgewogen. Andererseits war der Handel über den Landweg seit der Eroberung Konstantinopels durch muslimische Truppen 1453 und den folgenden Ausbau des osmanischen Reiches von Belgrad bis Bagdad mit hohen Zöllen belastet. Infolge des portugiesischen Vorsprungs bei der Umrundung Afrikas sollte Magellan nach einem anderen Seeweg zu den Gewürzinseln, den Molukken, suchen. Dieser Seeweg, so dachten einige Seefahrer und auch Magellan, würde in einer Durchfahrt des amerikanischen Kontinents bestehen.
Am 20. September 1519 stoßen Magellans fünf Schiffe vom Festland ab. Nach einem Zwischenstopp auf den Kanarischen Inseln überqueren sie den Atlantik und erreichen die Ostküste Südamerikas: „Eine geheime, brennende Ungeduld treibt den äußerlich so Unerschütterbaren ungestüm jenem 'paso' entgegen“. Doch die wochenlange Erkundung des Río de la Plata und die Suche weiter nach Süden entlang der Küste bleibt ergebnislos. Kurz darauf meutern einige Kapitäne, doch Magellan kann die Meuterei niederschlagen. Im Oktober 1520 lässt er die Suche fortsetzen, die ihn bis in die amerikanische  Subantarktis führt. Schließlich findet er die Durchfahrt in den Pazifik, die „die Nachwelt … dankbar die Magellanstraße nennen“ wird. Nach weiteren Entbehrungen und Strapazen erreicht die kleine Flotte die künftige spanische Kolonie der Philippinen.
Anfangs erscheinen den Eingeborenen die Spanier wie Götter, bis sie sich unter Führung Magellans in einen Stammeskonflikt einmischen, in dem sie nach schweren taktischen Fehlern einen Teil ihrer Kämpfer verlieren – auch Magellan wird erschlagen. Die nach einem Hinterhalt und weiteren Ereignissen verminderte Mannschaft flieht schließlich auf nur noch einem seetüchtigen Schiff nach Westen, umrundet Afrika und erreicht am 6. September 1522 Sanlúcar de Barrameda, den spanischen Ausgangshafen. Lediglich 18 Männer der einst aufgebrochenen 242 (abzüglich der in der Magellanstraße meuternden ca. 55 Mann Besatzung der San Antonio) gingen an Land, begleitet von drei ostindischen Besatzungsmitgliedern. Die erste Weltumseglung war vollendet. Sie hatte zwei Jahre, elf Monate und zwei Wochen gedauert.

## Erzählweise
Zweig erzählt das Leben Magellans in 13 chronologischen Kapiteln von der Einordnung in den zeitgenössischen Kontext, über die Entwicklung des Projekts, die außergewöhnlichen Belastungen der Durchführung bis zu den nach seinem Tod auf den Philippinen durchgeführten Prozessen in Spanien um seine Verdienste.
Seine Sprache und  Stil erscheinen heute ungewöhnlich und erschweren das Lesen: „Zweig schreibt wortreich, blumig, altbacken, oft auch pathetisch tremolierend bis heillos over the top – mit reichlich Postponieren, rhetorischen Fragen, Adjektivkaskaden, erregten Parenthesen, Perfektpartizipien ohne Hilfsverb und muffigem Dativ-e (‘auf zermorschtem Schiffe‘).“ Er verwende im Text „ganze Zeilen auf Spanisch, Portugiesisch und Italienisch, die Zweig unübersetzt einstreut. [...] Auch gezierte lateinische Ausdrücke wie ipsis oculis kredenzt Zweig regelmäßig, ebenso kaum kommentierte Verweise auf griechische Sagen, Tragödien, Shakespeare und Wagner.“

## Historischer Gehalt
In der Einleitung zu Magellan. Der Mann und seine Tat erklärt der Autor, Magellans Reise „nach allen erreichbaren Dokumenten möglichst der Wirklichkeit getreu“ dargestellt zu haben. Das Buchmanuskript hatte Zweig vor der Veröffentlichung eigens durch den Wiener Geographie-Professor Eugen Oberhummer prüfen lassen. Tatsächlich entspricht die äußere Handlung seines Magellan-Romans im Wesentlichen den historischen Fakten, soweit sie zur Zeit der Abfassung wissenschaftlich etabliert waren.
Das gilt allerdings nicht für die Aussagen über Magellans Psyche und sein inneres Drama: Zweigs Magellan wird von der „Lebensidee“ getrieben, per Schiff die Erde zu umrunden. Doch in den erhaltenen Dokumenten aus der Planungsphase von Magellans Molukken-Expedition findet sich kein einziger Beleg dafür, dass Magellan jemals eine Weltumrundung im Sinn gehabt hätte. Den historischen Quellen lässt sich auch nicht entnehmen, dass er die Kugelgestalt der Erde beweisen wollte, zumal diese seit der Antike – mit Ausnahme nur weniger spätantiker Autoren von geringem Einfluss – längst anerkannt war. Auch die altruistischen und humanistischen Motive, die Zweig seinem Helden mehrfach zuschreibt, lassen sich historisch nicht belegen.
Je nach Ausgabe wird der historische Gehalt des Romans durch Zusatzmaterial unterstrichen: Das Fischer-Taschenbuch beispielsweise zeigt 36 historische Grafiken auf Fotodruckpapier, eine Zeittafel, Auszüge historischer Quellen, beispielsweise Material- und Kostenlisten sowie Verträge, „allerdings keine heutige Landkarte mit Magellans letzter Route – die gibt’s bei der deutschen und (etwas klarer) bei der englischen Wikipedia – und kein Literaturverzeichnis.“

## Magellan als Held
Zweig präsentiert Magellan unaufhörlich als „Held“: Der Erzähler sieht 1519 „ein heldisches Jahr für Spanien“ beginnen, weil sich eine „Lebenstat“ anbahne, später fällte Magellan die Entscheidung für eine „heroische Lösung“, dann sei „eine der unsterblichen Heldentaten der Menschheit“ vollbracht. Aber ein „Held“ ist nach einem deutschen Wörterbuch nur „jemand, der sich vorbildlich für das Wohl anderer einsetzt und dabei sein Leben riskiert oder große persönliche Nachteile in Kauf nimmt.“ Dagegen wird mehr als deutlich von Zweig erzählt, dass das Motiv des spanischen Hofes, der Geldgeber, der adligen Offiziere, der Mannschaft und schließlich auch von Magellan selbst Reichtum und darauf gründende Ehre war. Eigennutz ist aber unvereinbar mit heldischem Risiko: „Im Anfang war das Gewürz“, steht am Anfang des Romans und das Gewürz war „ein knallhartes Geschäft, wo sich alle Seiten große Gewinne versprechen.“ Obgleich Zweig die materiellen Interessen der Beteiligten nicht verschweigt,  überzeichne er, dass es Magellan um Entdeckungen und Wissensvermehrung gegangen sei.
Der Titel fokussiert mit seiner Ergänzung „Der Mann und seine Tat“ trotz des von Zweig ausgebreiteten Kontextes der ersten einhundert Seiten auf diese eine Person und diese scheinbar abgrenzbare eine Handlung. Die Darstellung verläuft daher zweigleisig – auf einer Ebene des Kontexts seines Handelns und einer des Kults um die Person. Mit seiner einleitenden historischen Einbettung des Projektes betont Zweig selbst, dass, wie heutige Historiker meinen, historische Ereignisse „immer Prozesse sind. [...] Das hatte Jahrhunderte, wenn nicht Jahrtausende langen Vorlauf“. Der Tod Magellans und der Verlust der Erinnerung an seine Entdeckung machen darüber hinaus deutlich, dass auch er nur in Übereinstimmung mit den am Ort des Geschehens und in seiner Zeit  herrschenden Interessen und Kräfteverhältnissen wirken konnte. Auch ein „welthistorisches Individuum“ kann sich nicht der Kausalität menschlichen Handelns entziehen.
Aber die Heroisierung Magellans erscheine „im Licht der Moderne [...] veraltet“ und erstaune insofern, als Zweig ein stiller Gegner des Militarismus und Faschismus gewesen sei und als Pionier eines geeinten Europa in Feuilletons, Essays oder historischen Portraits für diese Vision geworben habe. Im deutschen Kontext der Entstehung des Romans 1936 und 1937 musste Zweigs Hymne auf das Heldentum von seinen Lesern vor allem militaristisch verstanden werden – das aber widersprach der Einstellung Zweigs. Dieser Widerspruch löst sich erst mit den neuen Akzenten des Heldenbegiffs gegen Ende des Romans: Magellans Projekt sei zwar aus materiellen Gründen begonnen, in seiner Durchführung aber ein überwiegend friedliches Projekt geworden – im Ergebnis sei es um Entdeckung, nicht um Eroberung gegangen.
In seiner Einleitung erklärt Zweig den Ursprung des Buches aus einer Situation des doppelten Verlusts an Selbstwertgefühl, des Selbstwertgefühls der Menschheit, das vielleicht erneuert werden könne durch Geschichten von Helden, und das des Erzählers, der an Bord eines Luxusliners nach Südamerika, auf dem sich das Nichtstuns, Bequemlichkeit und Überfluss zu einer „Beschämung“ gesteigert habe. Nur an den unglaublichen Heldentaten gewinne „die Menschheit ihren Glauben an sich selbst zurück.“ Aber Zweig setzt bei den Heldentaten einen neuen Akzent: Er betont bei Magellan „einen unbeugsame[n] Wille[n] zur Humanität“ und konzediert ein „außerordentliches moralisches Übergewicht über alle anderen Konquistadoren der Zeit.“
Zweigs Heroismus kann in der politischen Situation Deutschlands in der zweiten Hälfte der 1930er Jahre als Versuch einer politischen Begriffsumdeutung des Heldentums in friedenspädagogischer Absicht verstanden werden: Zweig stelle „auch Magellans [...] relative Friedfertigkeit heraus, die positiv mit der Brutalität von ‘Schlächtern‘ wie Hernán Cortés oder Francisco Pizarro  kontrastiere.“ In der Nachbemerkung des Herausgebers zur Ausgabe des Fischer-Verlags zitiert Knut Beck aus der Rezension von Ernst Weiß in einer Pariser Tageszeitung vom 22. Januar 1938: „Es ist ein Buch für Männer, es ist ein Werk für junge Menschen, die von einer Zeit wie der unseren fast erdrück werden. [...] Wer das Buch Zweigs gelesen hat, hat neuen Mut gewonnen zum Leben und zur Liebe. Denn Schicksal und Liebe – und sei es die zu einer Idee – ist es nicht das gleiche?“

## Rassismus
Der Erzähler verwendet mehrfach in positiver und negativer Konnotation Zuschreibungen, die Biologie und Verhalten rassistisch verknüpfen. Indem er den Hautfarben Entwicklungsstufen zuweist („die braunen Naturkinder“ vs. „die weißen Götter“), verwendet Zweig einen rassistischen Code, der sich in den historischen Dokumenten und Augenzeugenberichten zu Magellans Expedition (noch) nicht findet. Dieser Rassismus, der an vielen Stellen durchscheint, kann als eigene Zutat des Autors angesehen werden. Beispielsweise wird das Interesse Portugals an der Expansion seines Handels nach Süden mit der brach liegenden „prachtvollen Kraft eines jungen und leidenschaftlichen Volkes“ und seinem „natürlichen Expansionswillen“ verbunden. In dem Bericht über den an seiner Überheblichkeit scheiternden und sterbenden Genius Magellan in einem Scharmützel auf der philippinischen Insel Mactan wird der gegnerische lokale Fürst als „ein lächerliches Menscheninsekt“ diffamiert und Magellan angeblich von einer „nackten Insulanerhorde“, von „jämmerlichen Wilden“ getötet. Oder als Enrique, der Sklave und treue Begleiter Magellans, die Pläne der Spanier nach Magellans Tod wegen Beleidigungen an den indigenen Fürsten verrät, wird er zu einem „heimtückischen Malaien“, der so handeln müsse, weil er einer „gefährlichen Rasse“ angehöre –  „so etwas geht heute gar nicht!“, urteilt der Kulturhistoriker Alfred Pfoser über seinen Landsmann.

## Wirkung und Wertung
Am Anfang des 16. Jahrhunderts war die erste erfolgreiche Weltumsegelung eine Bestätigung der Verbindung zwischen den Ozeanen und damit der Kugelgestalt der Erde, die von einem Teil der Kosmologen bereits vermutet worden war. Ein Element dieses Beweises war die für die Überlebenden überraschende „Einsparung“ eines Kalendertages: Gasparo Contarini, venezianischer Botschafter am kaiserlich-königlichen Hof und späterer Kardinal, erläuterte, das Schiff „sei ja mit der Sonne gesegelt, Tag für Tag ging sie also ein wenig später unter, bis das Schiff am Ende einen Sonnenuntergang weniger erlebt habe. Wäre es ostwärts gesegelt – so griff er den schon im 13. Jahrhundert gefassten Gedanken des kurdischen Geografen Ismail Abu'l-Feda auf, hätte sich ein ganzer Tag gewinnen lassen.“
Nach Monaten der Suche entlang des südamerikanischen Kontinents hatte die kleine Flotte Magellans zwar den Wasserweg vom Atlantischen in den Pazifischen Ozean gefunden. Aber die Durchfahrt liegt sehr weit im Süden, schon in subarktischen Breiten, und ist ein Labyrinth von Kanälen mit einer Länge von 600 Kilometern. Deshalb hat die Magellanstraße im Gewürzhandel nie eine Rolle gespielt und war ebenso wie Magellan bald nach der Entdeckung vergessen. 
Antonio Pigafetta, der während der Reise ein Tagebuch geführt hatte, verfasste um 1524 einen literarischen Reisebericht, dessen venetische Abschrift im Jahr 1800 von Carlo Amoretti in der Biblioteca Ambrosiana gefunden und von ihm herausgegeben wurde. Amorettis Edition bildete im 19. Jahrhundert die Basis für zahlreiche Übersetzungen in andere Sprachen und Neuausgaben. Magellan wurde erst postum als Entdecker der Magellanstraße geehrt.
Die Bedeutung dieser Entdeckung vergleichen „Wissenschaftler heute mit der Mondlandung“, dieser auch mehr symbolischen als praktisch-relevanten Leistung.

### Erstausgabe
- Stefan Zweig: Magellan. Der Mann und seine Tat. Wien: Reichner 1938. 370 S.; Ill., Kt.; 21 cm

### Weitere Ausgaben auf Deutsch (Auswahl)
- Magellan. Der Mann und seine Tat. Frankfurt am Main: S. Fischer Verlag 1953. 334 S.; Ill.
- Magellan. Der Mann und seine Tat. Lizenzausgabe. Berlin/Darmstadt/Wien: Deutsche Buch-Gemeinschaft 1962. 260 S; Ill.
- Magellan. Der Mann und seine Tat. Gesammelte Werke in Einzelbänden. Hrsg. von Knut Beck. Frankfurt am Main: S. Fischer Verlag 1983. 315 S.; Ill., ISBN 3-10-097040-3
- Magellan. Der Mann und seine Tat. Hrsg. von Knut Beck. Frankfurt am Main: FISCHER Taschenbuch 1983. 315 S. Ill., ISBN 978-3-596-25356-2
- Magellan. Der Mann und seine Tat. Berlin: Suhrkamp-Insel Verlag 2013. 297 S., ISBN 978-3-458-79060-0
- Magellan. Der Mann und seine Tat. Köln: Anaconda Verlag 2015. 382 S., ISBN 978-3-7306-0235-5

Quelle:

### Sekundärliteratur
- Maria de Fátima Gil: Uma biografia «moderna» dos anos 30. Magellan. Der Mann und seine Tat de Stefan Zweig. Coimbra: MinervaCoimbra 2008. 425 S.; Ill.; 23 cm (port.)
- Maria de Fátima Gil: Magellan im Kreis des Dämonischen. In: Stefan Zweig und das Dämonische. Hrsg. von Matjaž Birk u. Thomas Eicher. Würzburg: Königshausen und Neumann 2008, S. 115–121, ISBN 978-3-8260-3622-4
- Helmut Koopmann: Geschichte, Mythos, Gleichnis: Die Antwort des Exils. In: Ästhetik der Geschichte. Hrsg. von Johann Holzner u. Wolfgang Wiesmüller. Innsbruck: Inst. für Germanistik an d. Univ. Innsbruck 1995, S. 77–98, ISBN 3-901064-16-8
- Rüdiger Siebert: Magellan – Entdecker im Zwielicht. Spurensuche in Südostasien. Würzburg: Arena 1987, ISBN 3-401-01557-5
- Hans-Christian Riechers: Gerechte Annexion? Kolumbus und Magellan im literarischen Urteil der Zwischenkriegszeit. In: Michaela Holdenried/Anna-Maria Post (Hrsg.): „Land in Sicht!“ Literarische Inszenierungen von Landnahmen und ihren Folgen. Berlin 2021, ISBN 978-3-503-19918-1
- Christian Jostmann: Magellan. Held der Geschichte und Held einer literarischen Biografie. In: Bernhard Fetz, Arnhilt Inguglia-Höfle, Arturo Larcati (Hrsg.): Stefan Zweig. Weltautor. Paul Zsolnay Verlag, Wien 2021, ISBN 978-3-552-07233-6, S. 208–217.